# Wells (Nevada)
Wells é uma cidade localizada no estado americano de Nevada, no condado de Elko.

## Geografia
De acordo com o United States Census Bureau, a cidade tem uma área de 17,9 km², onde todos os 17,9 km² estão cobertos por terra.

### Localidades na vizinhança
O diagrama seguinte representa as localidades num raio de 88 km ao redor de Wells.

## Demografia
Segundo o censo nacional de 2010, a sua população é de 1 292 habitantes e sua densidade populacional é de 72,3 hab/km². Possui 641 residências, que resulta em uma densidade de 35,9 residências/km².